# Giambattista Giusti
Giambattista Giusti (Lucca, 1758 – Bologna, 1829) è stato un ingegnere e traduttore italiano.

## Biografia
Giusti lavorò come ingegnere a Bologna, ma fu noto soprattutto come traduttore di opere della letteratura classica greca e latina in italiano.
Particolarmente famosa è la sua traduzione della tragedia Edipo a Colono di Sofocle, per la quale Gioachino Rossini nel 1817 scrisse le musiche di scena. L'Edipo a Colono è uno dei lavori meno conosciuti del compositore pesarese.
Ispirato dalla lettura e dalla traduzione delle opere dei classici, Giusti scrisse anche una raccolta di poesie originali, stampata per i tipi dello stampatore Giambattista Bodoni di Parma (1801 in due edizioni: una in 4°, una in 16°, ognuna di 67 pagine, di cui la prima con un ritratto in acquatinta di Francesco Rosaspina e la seconda con un'incisione di Felice Giani).